# Elim
Elim nämns i Bibeln som en av lägerplatserna för israeliterna under uttåget från Egypten.
Elim är belägen på Sinaihalvöns västra sida, troligen vid Wadi Gharandel, en oas 100 km sydöst om Suez. Enligt 4 Mos 33:9 fanns det vid Elim tolv källor och sjuttio palmer och där slog israeliterna läger efter att ha vandrat från Mara cirka 25 kilometer norr därom. Från Elim fortsatte de till nästa läger vid Sävhavet där folket mättades med vaktlar och manna (2 Mos 16:13). 
Många kyrkor och kapell inom väckelserörelsen bär detta namn.
Exempelvis Stockholms femte baptistförsamlings kyrka i hörnet av Styrmansgatan/Storgatan på Östermalm kallades Elimkapellet. Den nuvarande Elimförsamlingen i Stockholm bildades 1990 genom ett samgående mellan Östermalms baptistförsamling (Elim) och Birka frikyrkoförsamling som tidigare hade en kyrka i Birkastaden.